# Buléon
Buléon (bret. Buelion) to miejscowość i gmina we Francji, w regionie Bretania, w departamencie Morbihan.
Według danych na rok 1990 gminę zamieszkiwały 492 osoby, a gęstość zaludnienia wynosiła 40 osób/km² (wśród 1269 gmin Bretanii Buléon plasuje się na 836. miejscu pod względem liczby ludności, natomiast pod względem powierzchni na miejscu 752.).